# Ewald Struwe
Ewald Struwe (* 1921; † 23. Januar 2000 in Timmendorfer Strand) war ein deutscher Journalist. Er war von 1974 bis 1984 Chefredakteur der Bild am Sonntag, zuvor Chefredakteur mehrerer anderer Titel. Er gilt als einer der Entdecker von Oswalt Kolle und Mitinitiator der Sexwelle, die er für den Auflagenerfolg seiner Titel nutzte.

## Leben
Struwe stammte aus Westfalen und begann seine journalistische Karriere 1946 als Kriminal-Reporter der Westfälischen Rundschau in Dortmund, wurde danach Lokalchef der Neuen Ruhr Zeitung in Essen. Anschließend wechselte er zur Bild-Zeitung und war redaktioneller Mitbegründer der 1956 gestarteten Bild am Sonntag. Diese überschritt unter seiner Ägide eine Verkaufsauflage von drei Millionen.
Später war er u. a. stellvertretender Chefredakteur der Münchner Illustrierten Revue; entwickelte für den Süddeutschen Verlag Epoca und leitete von 1963 bis 1968 die Neue Illustrierte des Heinrich Bauer Verlages (später mit der Revue fusioniert zur Neuen Revue). Ab 1968 war er Herausgeber und Chefredakteur der Frauen-Zeitschrift Constanze und Herausgeber des Eltern-Magazins Es von Gruner und Jahr.